# Erginos (Töpfer)

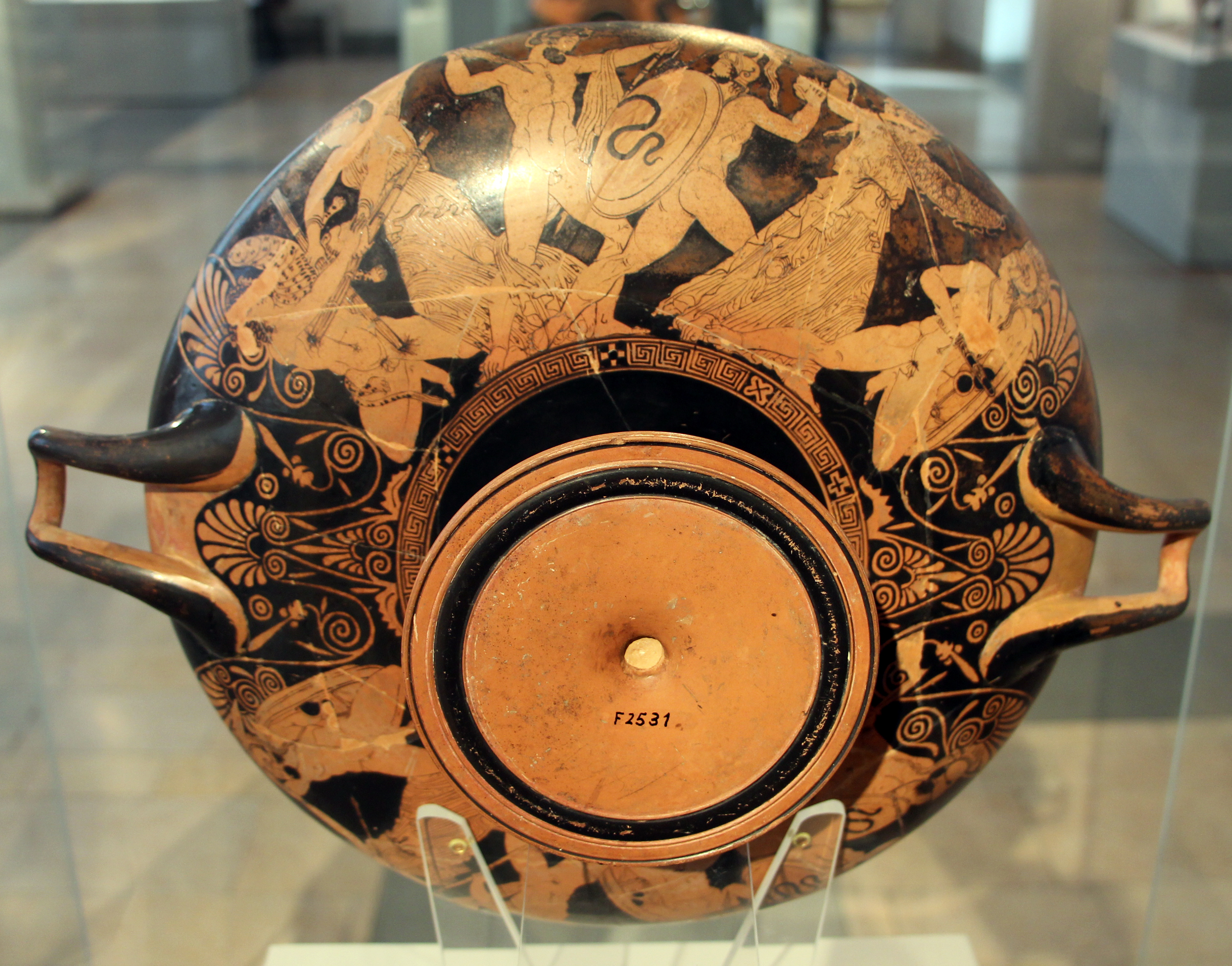
Berliner Schale

Erginos (altgriechisch Ἐργῖνος) war ein griechischer Töpfer, der zwischen 430 und 400 v. Chr. in Athen tätig war. Er fertigte zwei von Aristophanes bemalte Schalen in Berlin, Antikensammlung F 2531 und im Museum of Fine Arts, Boston 00.344 an, auf denen beide signiert haben. Es ist zu vermuten, dass er eng mit Aristophanes zusammenarbeitete und auch die meisten anderen von diesem bemalten Gefäße getöpfert hat.